# Astrocasia
Classification APG III (2009)
Genre
Astrocasia est un genre de plantes à fleurs de la famille des Phyllanthaceae.
Ce sont des plantes originaires d'Amérique (Mexique, Amérique centrale, Amérique du Sud).

## Liste des espèces
- Astrocasia austinii (Standl.) G.L.Webster
- Astrocasia diegoae J.Jiménez Ram. & Mart.Gord.
- Astrocasia jacobinensis (Müll.Arg.) G.L.Webster
- Astrocasia neurocarpa (Müll.Arg.) I.M.Johnst. ex Standl.
- Astrocasia peltata Standl.
- Astrocasia tremula (Griseb.) G.L.Webster

## Publication originale
- Robinson, Benjamin Lincoln & Millspaugh, Charles Frederick. 1905. Botanische Jahrbücher für Systematik, Pflanzengeschichte und Pflanzengeographie 36 (Beibl.80): 19-20, descriptions en latin, commentaires en allemand.